# Ben Benson
Pour les articles homonymes, voir Benson.
Ben Benson, né le 24 septembre 1913 à Boston dans le Massachusetts et mort le 29 avril 1959 à New York, est un écrivain américain, auteur de roman policier.

## Biographie
Fils d'immigrants russes, il fait des études de droit à l'Université de Boston. Il est ensuite représentant de commerce pour le thé Lipton. Pendant la Seconde Guerre mondiale, il s'engage dans l'armée américaine. Grièvement blessé à la bataille des Ardennes en 1945, il doit subir pendant trois ans de nombreuses opérations chirurgicales avant d'être démobilisé en 1948.
Dès 1942, il publie un ouvrage consacré aux trimardeurs, mais c'est pendant ses longues hospitalisations successives, qui le contraignent à une immobilisation forcée et à d'éprouvantes séances de réadaptation physique, qu'il amorce sa véritable carrière d'écrivain. À partir de 1951, il écrit pas moins de dix-neuf romans noirs et une demi-douzaine de nouvelles. Réputées, selon Claude Mesplède, pour leur « précision documentaire (ce qui n'exclut pas une certaine sécheresse) », ses œuvres de fiction mettent presque toutes en scène l'un ou l'autre de ses deux héros natifs, comme leur créateur, du Massachusetts : l'inspecteur Wade Paris, surnommé « le glaçon » parce qu'en mesure de garder la tête froide en toutes circonstances, et Ralph Lindsey, un jeune et bouillant milicien (State Trooper).
Wade Paris, qui voulait être médecin avant d'entrer dans les forces de l'ordre, est un enquêteur intègre de la police de l'État du Massachusetts. Profondément humain, il a en horreur la corruption et la violence. Il se voit toutefois plongé dans une lutte contre toute une ville corrompue dans Calibre 7,65 (1951) et croisent plusieurs flics qui déshonorent l'insigne qu'ils arborent dans La Mort franco de port (1953), récit centré sur un racket de timbres de poste mis en place par le crime organisé. La Neuvième Heure (1956) voit Wade Paris confronté au milieu carcéral et à une tentative d'évasion qui tourne au massacre. Ce roman est l'occasion d'un plaidoyer humaniste pour la réduction des peines des repentis et l'envoie en psychiatrie des criminels endurcis.
Ralph Lindsey, l'autre héros de Ben Benson, est un personnage tout aussi moralement droit que Wade Paris. Dans ses enquêtes qui visent des membres de l'armée ou de la police, il fait souvent équipe avec le vétéran Joe Sewell. Il considère son travail essentiel, car « la milice est une espèce de bouclier qui protège la société. Si l'un de ses membres tombe, c'est comme si un point du bouclier était percé. » C'est pourquoi Lindsey se refuse à transgresser la loi, même quand il se croit à tort responsable de la mort d'un collègue dans Le noir est de rigueur (1955) ou qu'il arrive à démonter non sans peine un faux témoignage concernant de prétendues brutalités policières dans Tendres Aveux (1959).
Dans ses romans, Ben Benson pose des questions essentielles sur les valeurs et la décadence de société américaines auxquelles il répond en défenseur convaincu de la démocratie.
Il meurt subitement d'une crise cardiaque sur Times Square dans sa mi-quarantaine.

## Œuvre

### Romans

#### SérieWade Paris
- Alibi at Dusk (1951) Publié en français sous le titre Calibre 7,65, Paris, Presses de la Cité, Un mystère no 87, 1952
- Beware the Pale Horse	(1951) Publié en français sous le titre Attention au cheval bleu, Paris, Presses de la Cité, Un mystère no 123, 1953
- Stamped for Murder (1952) Publié en français sous le titre La Mort franco de port, Paris, Presses de la Cité, Un mystère no 111, 1953 ; réédition, Paris, Presses de la Cité, Les Classiques du roman policier no 14, 1980 ; réédition dans Polars : années cinquante, tome 1, Paris, Éditions Omnibus, 1995
- Lily in Her Coffin (1952) Publié en français sous le titre Lily dans son cercueil, Paris, Presses de la Cité, Un mystère no 126, 1953
- Target in Taffeta (1953) Publié en français sous le titre Cible en taffetas, Paris, Presses de la Cité, Un mystère no 166, 1954
- The Burning Fuse (1954) Publié en français sous le titre Court-circuit, Paris, Presses de la Cité, Un mystère no 205, 1955
- The Ninth Hour (1956) Publié en français sous le titre La Neuvième Heure, Paris, Presses de la Cité, Un mystère no 332, 1957
- The Affair of the Exotic Dancer (1958) Publié en français sous le titre La danseuse connaît la musique, Paris, Presses de la Cité, Un mystère no 487, 1959
- The Blonde in Black (1958) Publié en français sous le titre Une blonde en noir, Paris, Presses de la Cité, Un mystère no 447, 1958
- The Huntress is Dead (1960) Publié en français sous le titre Mort d'une Diane, Paris, Presses de la Cité, Un mystère no 565, 1961

#### SérieRalph Lindsey
- The Venus Death	 (1953) Publié en français sous le titre La Vénus morte, Paris, Presses de la Cité, Un mystère no 155, 1953
- The Girl in the Cage (1954) Publié en français sous le titre Femme en cage, Paris, Presses de la Cité, Un mystère no 188, 1954
- Broken Shield (1955) Publié en français sous le titre Le noir est de rigueur, Paris, Presses de la Cité, Un mystère no 261, 1956
- The Silver Cobweb (1955) Publié en français sous le titre Chair à l'encan, Paris, Presses de la Cité, Un mystère no 243, 1955 ; réédition, Paris, Presses de la Cité, Les Classiques du roman policier no 21, 1982
- The Running Man (1957) Publié en français sous le titre Auto-stop, Paris, Presses de la Cité, Un mystère no 440, 1958
- The End of Violence (1959) Publié en français sous le titre Tendres Aveux, Paris, Presses de la Cité, Un mystère no 506, 1959
- Seven Steps East (1959) Publié en français sous le titre Sept pas à l'Est, Paris, Presses de la Cité, Un mystère no 517, 1960

##### Autres romans
- The Black Mirror (1957) Publié en français sous le titre Le Miroir sans reflet, Paris, Presses de la Cité, Un mystère no 361, 1957
- The Frightened Ladies (1960), recueil de deux courts romans (novellas) Publié en français sous le titre Les Fugitives, Paris, Presses de la Cité, Un mystère no 531, 1960

### Nouvelles

#### SérieWade Paris
- Somebody Has to Make a Move (1954) Publié en français sous le titre La Maison cernée, Paris, Opta, Mystère magazine no 103, août 1956

#### Autres nouvelles
- Night-Blooming Cereus (1947)
- The Frightened Lady (1950), court roman repris dans un recueil homonyme en 1960
- Spell of Evil (1951)
- Killer in the House (1954)
- The Big Kiss-Off (1956) Publié en français sous le titre La Fugitive, Paris, Opta, Mystère magazine no 124, mai 1958

### Autre publication
- Hoboes of America: Sensationnel Life Story and Epic the Life on the Road (1942)

## Adaptations
- 1955 : Le Gang des jeunes (Running Wild), film américain d'Abner Biberman, avec William Campbell
- 1987 : Blood Harvest, film américain de Bill Rebane, avec Tiny Tim

## Sources
- Claude Mesplède (dir.), Dictionnaire des littératures policières, vol. 1 : A - I, Nantes, Joseph K, coll. « Temps noir », 2007, 1054 p. (ISBN 978-2-910686-44-4, OCLC 315873251), p. 205-206.
- (en) John M. Reilly (Ed.), Twentieth-century crime and mystery writers, New York, St. Martin's Press, coll. « Twentieth-century writers of the English language », 1982 (réimpr. 1991), 2e éd., 1568 p. (ISBN 978-0-312-82417-4, OCLC 6688156), p. 64-75.